# Eugerygone rubra
Eugerygone rubra е вид птица от семейство Petroicidae, единствен представител на род Eugerygone.

## Разпространение
Видът е разпространен в Индонезия и Папуа Нова Гвинея.